# Straning-Grafenberg
Straning-Grafenberg ist eine Marktgemeinde mit 692 Einwohnern (Stand 1. Jänner 2025) im Bezirk Horn in Niederösterreich. Sie wurde am 1. Jänner 1968 gegründet.

## Geografie
Straning-Grafenberg liegt direkt an der Grenze des Weinviertels zum Waldviertel in Niederösterreich. Die Fläche der Marktgemeinde umfasst 26,47 Quadratkilometer. 7,5 Prozent der Fläche sind bewaldet.

### Gemeindegliederung
Das Gemeindegebiet umfasst folgende vier Ortschaften (in Klammern Einwohnerzahl Stand 1. Jänner 2025):
- Etzmannsdorf bei Straning (98)
- Grafenberg (199)
- Straning (271)
- Wartberg (124)

Die Gemeinde besteht aus den Katastralgemeinden Etzmannsdorf bei Straning, Grafenberg, Straning und Wartberg.
Die Gemeinde ist Mitglied der Kleinregion Manhartsberg.

### Nachbargemeinden
|                         | Eggenburg                                   |                           |
| Burgschleinitz-Kühnring | Kompassrose, die auf Nachbargemeinden zeigt | Sitzendorf an der Schmida |
|                         | Maissau                                     |                           |

## Geschichte
Besiedelung ist in Straning aus dem frühen und mittleren Neolithikum, der Bronzezeit, der Hallstattzeit, der römischen Kaiserzeit und aus dem 9. Jahrhundert nachweisbar. Auch in den anderen Katastralgemeinden sind frühzeitliche Besiedelungen nachgewiesen, wie etwa in Grafenberg auch aus der Urnenfelderzeit und der Latènezeit. Grabungsfunde aus allen Epochen befinden sich im Krahuletz-Museum in Eggenburg und im Höbarthmuseum in Horn.
Die erste urkundliche Erwähnung von Straning findet sich in einem Dokument vom 11. Juli 1239 aus dem Stift Melk, in welchem über den Verkauf von Gütern in Straning an das Stift Baumgartenberg berichtet wird.
Aus dem Jahr 1266 stammt die letzte nachweisbare Urkunde zu Margarete von Babenberg. Darin wird das Dorf Grafenberg aus der Pfarre Pfarre Eggenburg an das Stift Lilienfeld geschenkt. Dieses Kloster hatte sich Margarete als Grabstätte ausgewählt.
Die Gemeinde Straning-Grafenberg entstand am 1. Jänner 1968 durch die Fusionierung der bis dahin selbständigen Gemeinden Etzmannsdorf bei Straning, Grafenberg und Straning. Mit 1. Jänner 1972 fusionierten Wartberg und Straning-Grafenberg und bildeten die Gemeinde Grafenberg, die sich ein Jahr später wieder in Straning-Grafenberg rückbenannte. Zwischen 1972 und 1973 führte die Gemeinde also den Namen Grafenberg verschieden von ihrer eigenen Katastralgemeinde Grafenberg.

### Einwohnerentwicklung
Der Bevölkerungsrückgang verflacht seit 1991. Seither ist die Geburtenbilanz negativ, die Wanderungsbilanz meist positiv.
| Straning-Grafenberg: Einwohnerzahlen von 1869 bis 2025 | Straning-Grafenberg: Einwohnerzahlen von 1869 bis 2025 | Straning-Grafenberg: Einwohnerzahlen von 1869 bis 2025 | Straning-Grafenberg: Einwohnerzahlen von 1869 bis 2025 | Straning-Grafenberg: Einwohnerzahlen von 1869 bis 2025 |
| ------------------------------------------------------ | ------------------------------------------------------ | ------------------------------------------------------ | ------------------------------------------------------ | ------------------------------------------------------ |
| Jahr                                                   |                                                        |                                                        |                                                        | Einwohner                                              |
| 1869                                                   | 1869                                                   |                                                        | 1.699                                                  | 1.699                                                  |
| 1880                                                   | 1880                                                   |                                                        | 1.758                                                  | 1.758                                                  |
| 1890                                                   | 1890                                                   |                                                        | 1.709                                                  | 1.709                                                  |
| 1900                                                   | 1900                                                   |                                                        | 1.702                                                  | 1.702                                                  |
| 1910                                                   | 1910                                                   |                                                        | 1.733                                                  | 1.733                                                  |
| 1923                                                   | 1923                                                   |                                                        | 1.500                                                  | 1.500                                                  |
| 1934                                                   | 1934                                                   |                                                        | 1.450                                                  | 1.450                                                  |
| 1939                                                   | 1939                                                   |                                                        | 1.459                                                  | 1.459                                                  |
| 1951                                                   | 1951                                                   |                                                        | 1.354                                                  | 1.354                                                  |
| 1961                                                   | 1961                                                   |                                                        | 1.220                                                  | 1.220                                                  |
| 1971                                                   | 1971                                                   |                                                        | 1.100                                                  | 1.100                                                  |
| 1981                                                   | 1981                                                   |                                                        | 930                                                    | 930                                                    |
| 1991                                                   | 1991                                                   |                                                        | 785                                                    | 785                                                    |
| 2001                                                   | 2001                                                   |                                                        | 791                                                    | 791                                                    |
| 2011                                                   | 2011                                                   |                                                        | 765                                                    | 765                                                    |
| 2021                                                   | 2021                                                   |                                                        | 705                                                    | 705                                                    |
| 2025                                                   | 2025                                                   |                                                        | 692                                                    | 692                                                    |
| Quelle(n): Statistik Austria, Gebietsstand 1.1.2021    |                                                        |                                                        |                                                        |                                                        |

## Kultur und Sehenswürdigkeiten
- In der Katastralgemeinde Grafenberg befindet sich die Fundzone einer germanischen Siedlung.
- Katholische Pfarrkirche Straning Mariä Himmelfahrt
- Katholische Pfarrkirche Grafenberg Heiliges Kreuz
- Katholische Pfarrkirche Wartberg hl. Leonhard

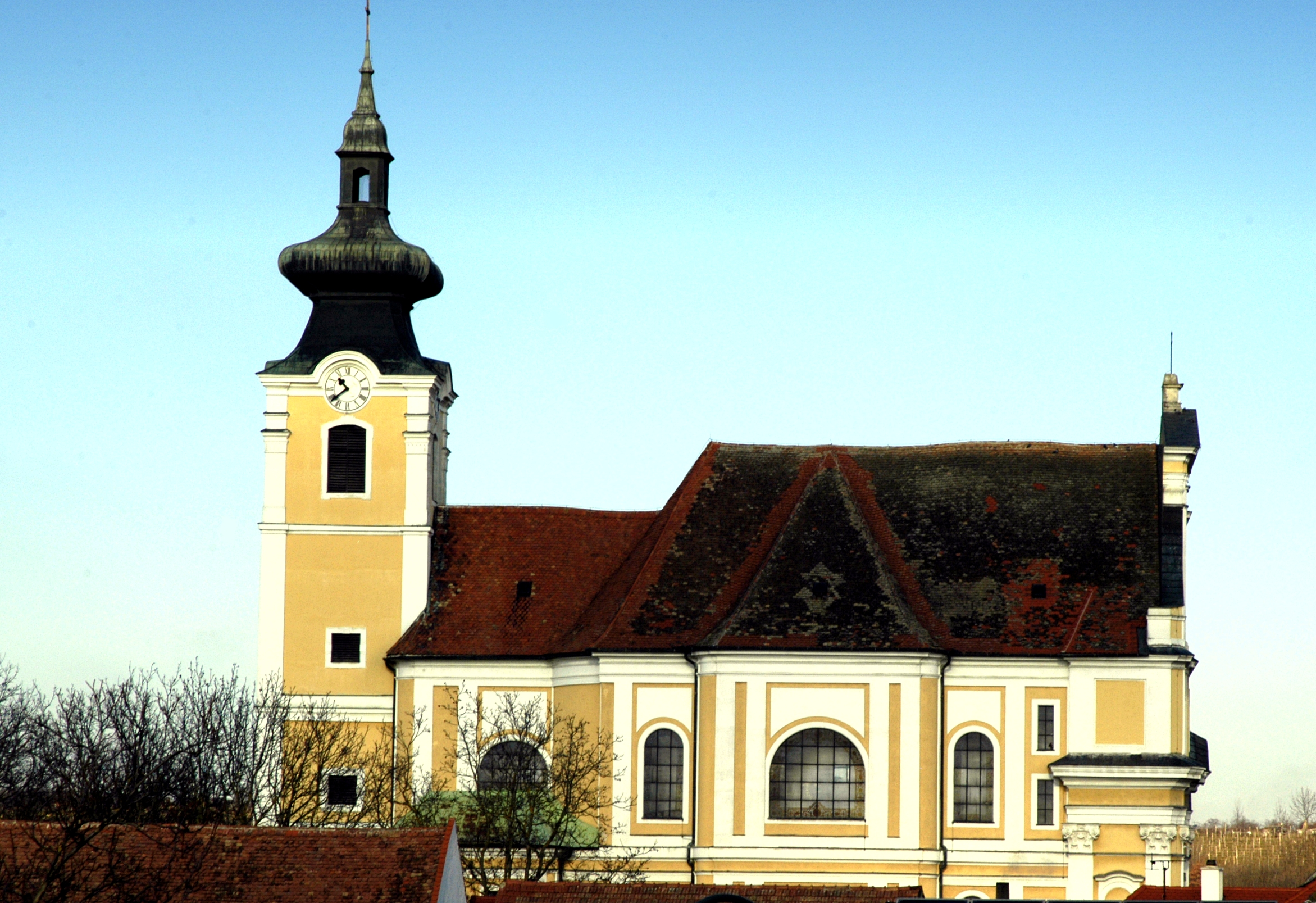
Pfarrkirche Straning
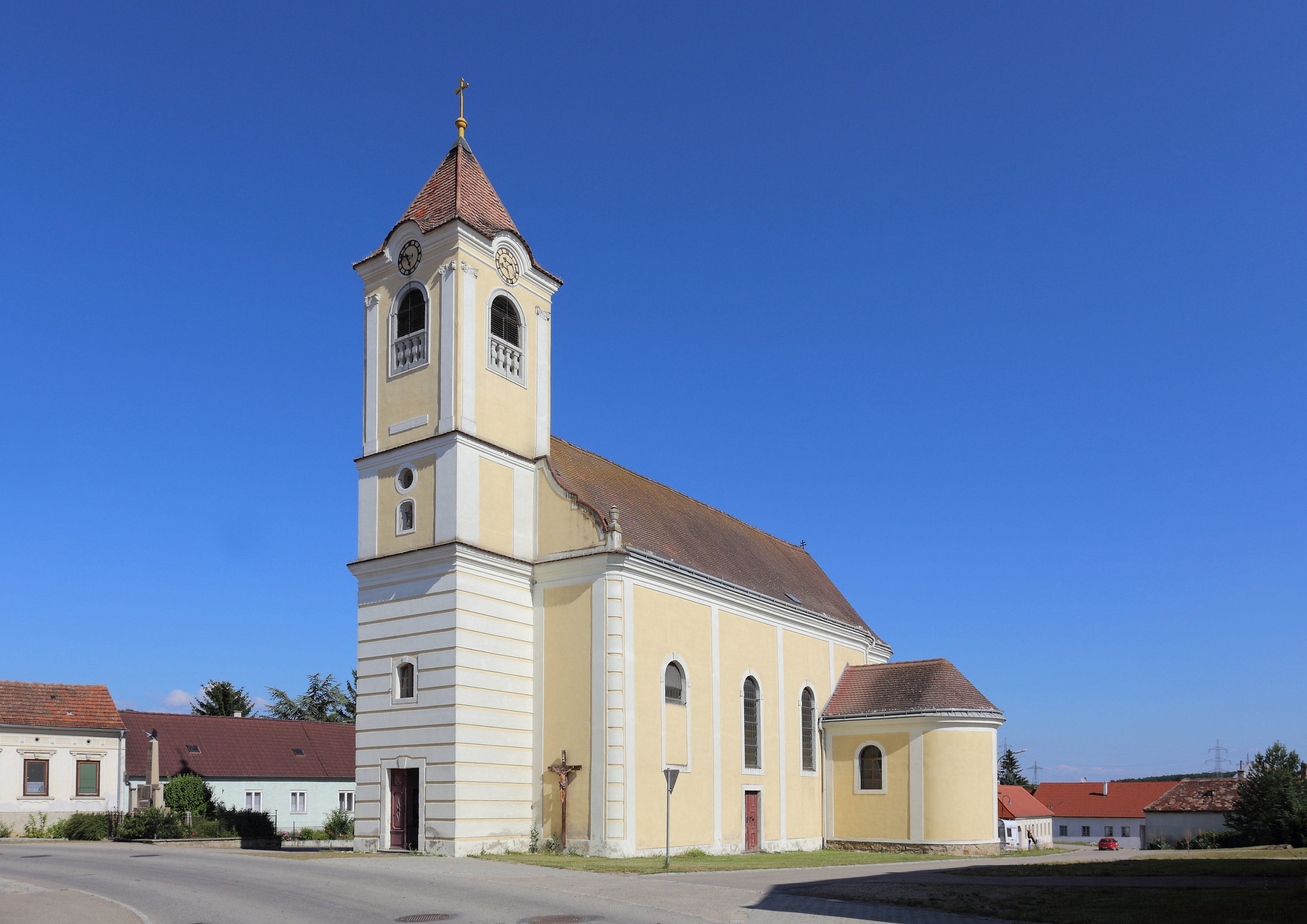
Pfarrkirche Grafenberg
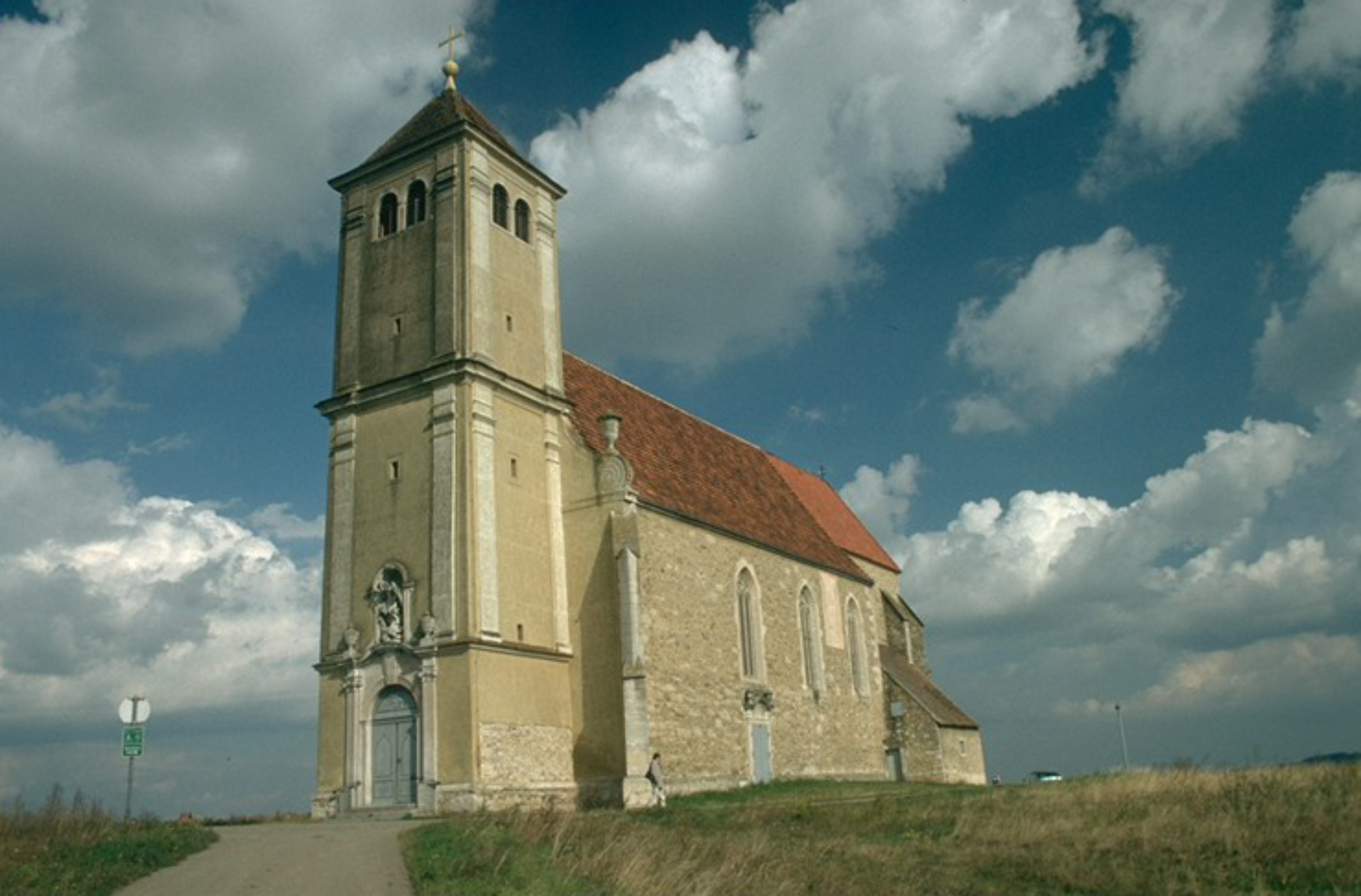
Pfarrkirche Wartberg

Naturdenkmäler

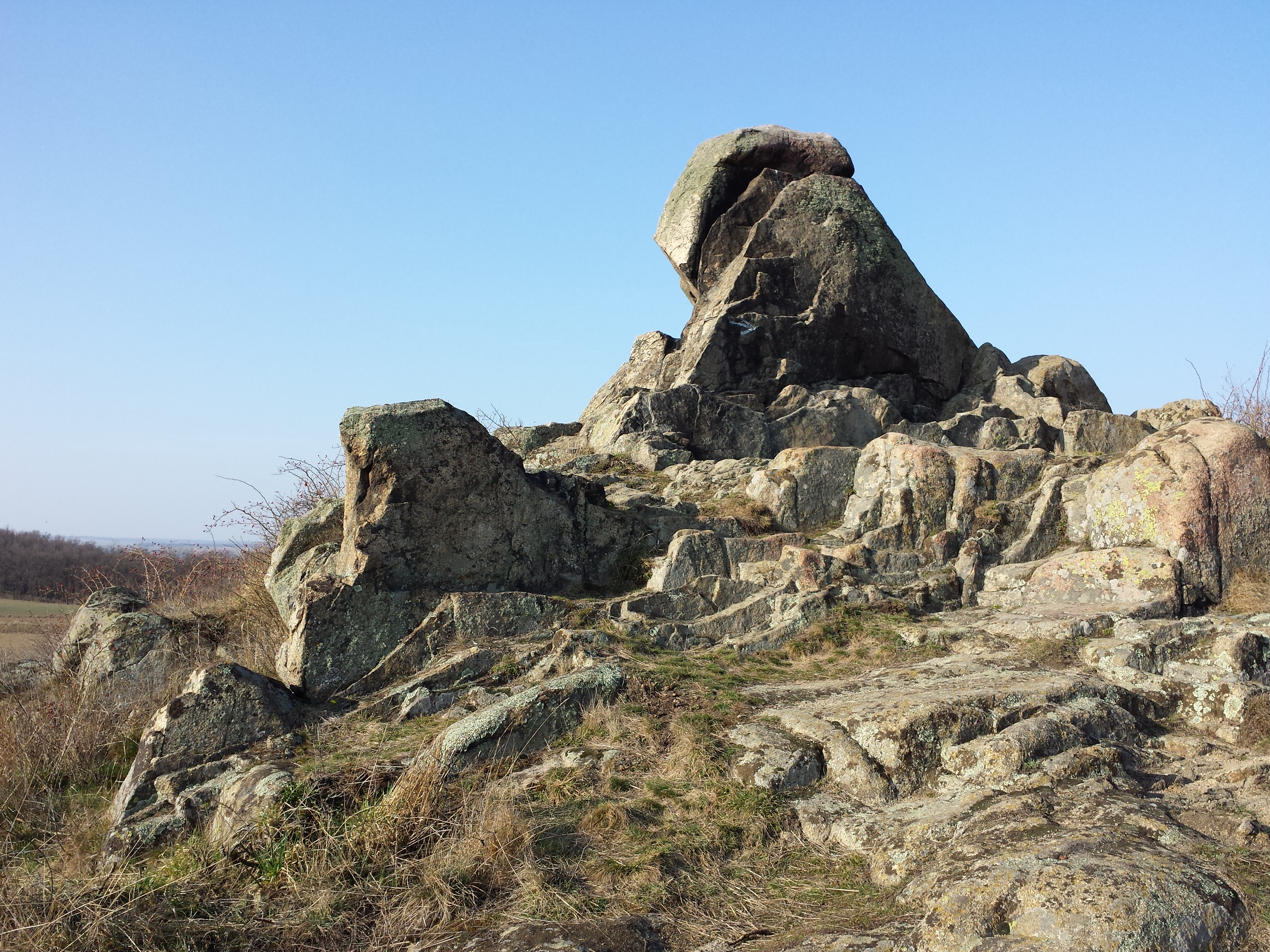
Naturschutzgebiet Fehhaube-Kogelsteine

- Nördlich von Grafenberg befindet sich das Naturschutzgebiet Fehhaube-Kogelsteine mit interessanten Gesteinsformationen aus Granit und naturschutzfachlich bedeutenden Silikattrockenrasen.

Kellergassen
- In den Orten Etzmannsdorf, Grafernberg und Wartberg gibt es alte Kellergassen.

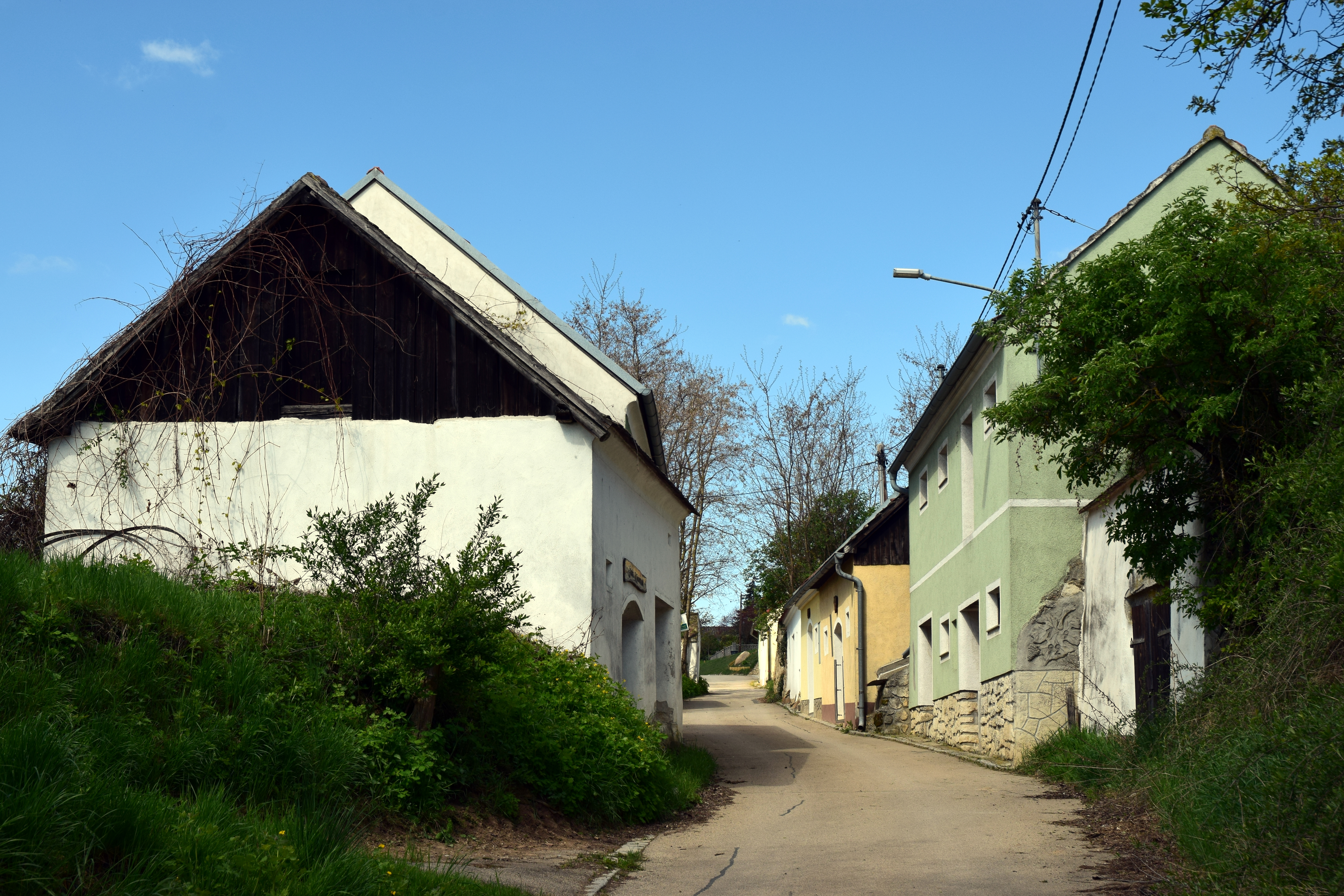
Kellergasse in Etzmannsdorf
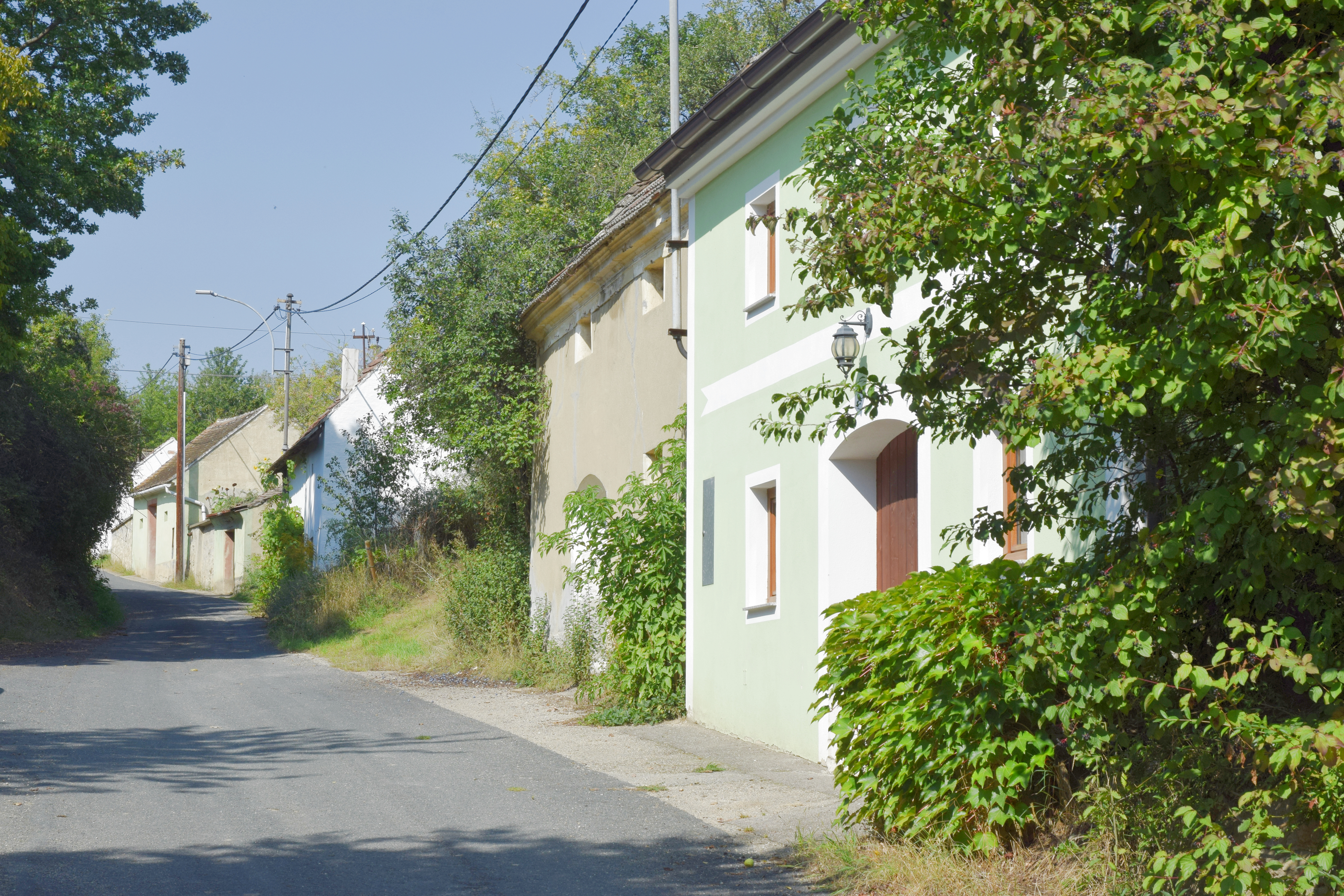
Kellergasse Steinperzbach in Grafenberg
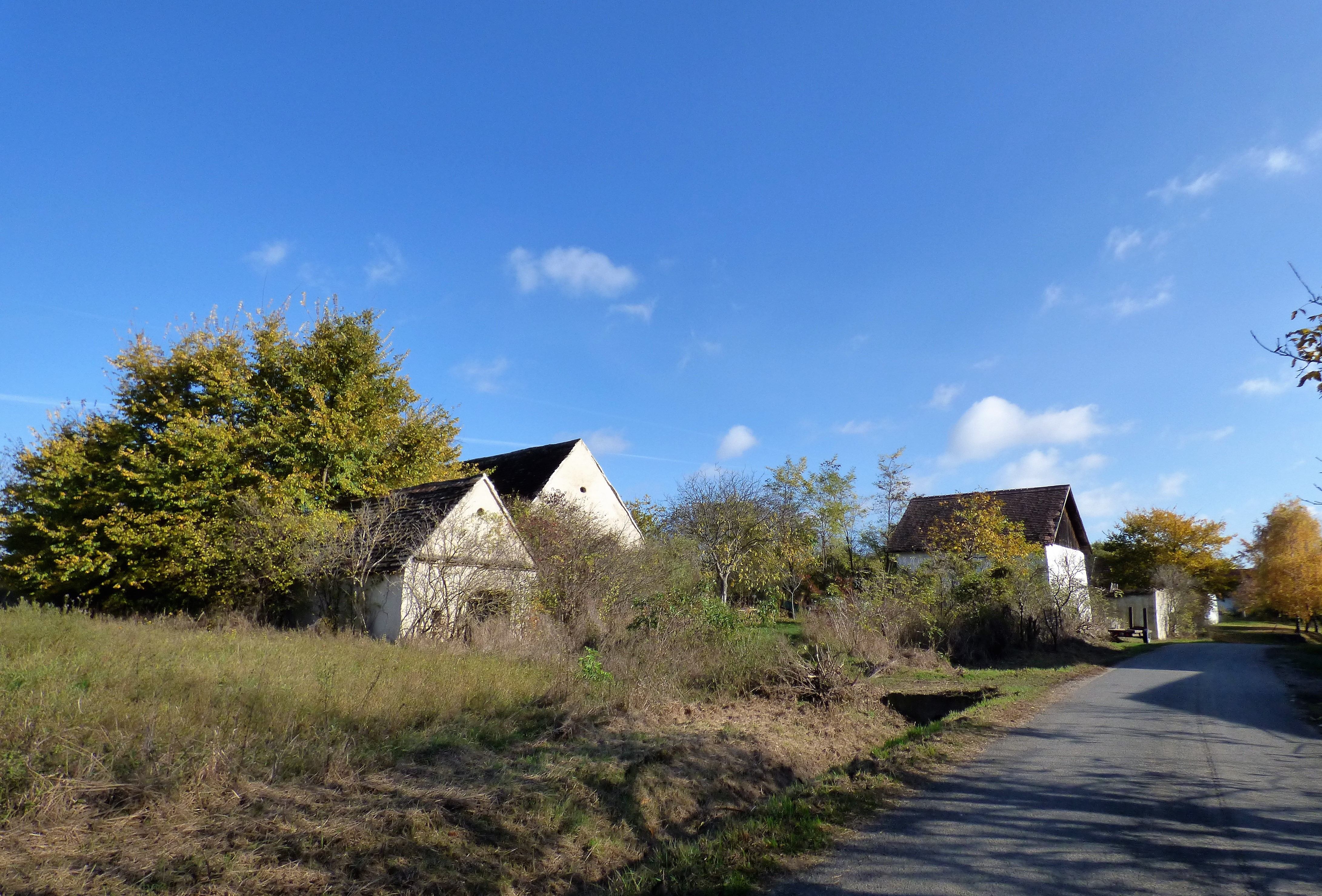
Kellergasse Hintaus in Wartberg

## Wirtschaft und Infrastruktur
Im Jahr 2010 gab es 68 land- und forstwirtschaftliche Betriebe, davon waren 43 Haupterwerbsbetriebe. Diese bewirtschafteten 91 Prozent der Fläche. Der Produktionssektor ist schwach ausgebildet, es gibt nur fünf Arbeitnehmer. Im Dienstleistungssektor beschäftigen 25 Betriebe 50 Personen.

### Bildung
In Straning-Grafenberg gibt es einen Kindergarten und eine Volksschule.

### Gesundheit
In der Marktgemeinde ordinieren ein praktischer Arzt und eine Tierärztin.

## Politik

### Gemeinderat
Der Gemeinderat hat 15 Mitglieder.
- Nach den Gemeinderatswahlen in Niederösterreich 1990 hatte der Gemeinderat folgende Verteilung: 10 ÖVP, 4 SPÖ und 1 FPÖ.
- Nach den Gemeinderatswahlen in Niederösterreich 1995 hatte der Gemeinderat folgende Verteilung: 11 ÖVP und 4 SPÖ.[15]
- Nach den Gemeinderatswahlen in Niederösterreich 2000 hatte der Gemeinderat folgende Verteilung: 10 ÖVP, 4 SPÖ und 1 FPÖ.[16]
- Nach den Gemeinderatswahlen in Niederösterreich 2005 hatte der Gemeinderat folgende Verteilung: 10 ÖVP und 5 SPÖ.[17]
- Nach den Gemeinderatswahlen in Niederösterreich 2010 hatte der Gemeinderat folgende Verteilung: 9 ÖVP und 6 SPÖ.[18]
- Nach den Gemeinderatswahlen in Niederösterreich 2015 hatte der Gemeinderat folgende Verteilung: 9 ÖVP, 5 SPÖ und 1 FPÖ.[19]
- Nach den Gemeinderatswahlen in Niederösterreich 2020 hatte der Gemeinderat folgende Verteilung: 12 ÖVP und 3 SPÖ.[20]
- Nach den Gemeinderatswahlen in Niederösterreich 2025 hat der Gemeinderat folgende Verteilung: 10 ÖVP und 5 SPÖ.[21]

### Bürgermeister
- 2000–2019 Albert Holluger (ÖVP)[22]
- seit 2019 Andreas Fleischl (ÖVP)[23]

## Persönlichkeiten

### Söhne und Töchter der Gemeinde
- Placidus Much (1685–1756), Benediktiner, Abt des Stiftes Altenburg 1715–1756
- Michael Bach (1784–1843), Jurist
- Michael Schneider (1855–1929), in Wartberg geborener Politiker und Wirtschaftsbesitzer
- Paulus Lieger (1865–1944), Benediktiner, Lehrer, Übersetzer
- Anton Scharinger (* 1961), Opernsänger und Hochschullehrer